# Kilamuva
Kilamuva (Kilamuwa) az Észak-Szíria és Anatólia határán fekvő Szamal uralkodója volt az i. e. 9. században. Pontos datálása nem lehetséges. A Kilamuva-sztélén említett atyja, Hajja szerepel III. Sulmánu-asarídu i. e. 853-ban, a karkari csata emlékére állított sztéléjén, mint Asszíria vazallusa. Hajját azonban nem Kilamuva, hanem bátyja, Saul követte a trónon, ezért Kilamuva trónra lépésének ideje i. e. 850 utáni. Halála i. e. 823 utánra tehető, mivel III. Sulmánu-asarídu 825-ben szállta meg Szamalt Kilamuva kérésére, 823-ban halt meg, és a Kilamuva-sztélé alapján Kilamuva túlélte őt.
A kor államáról a régészet eredményein kívül egyedül a Kilamuva-sztélé ad felvilágosítást. Ennek alapján Szamal Kilamuva uralkodásának első, nagyobbik részében Danuna vazallusa volt. Kilamuva a feliratában azt állítja, hogy felbérelte Asszíria királyát Danuna ellen, ami valószínűleg azt takarja, hogy vazallusi viszonyt ajánlott fel neki annak fejében, hogy Azittavadda Adanai király seregeit elűzze.
III. Sulmánu-asarídu i. e. 825-ben teljesítette Kilamuva kérését, a danunai fennhatóságot megszüntette, ám az asszír megszállás fennmaradt. Kilamuva szerencséjére az asszír uralkodó két éven belül meghalt, és a halála Asszíria ideiglenes gyengülését okozta. Kilamuva ekkor függetlenedett Asszíriától, és Danuna sem volt képes többé elfoglalni.
A Kilamuva-sztélé alapján feltehető, hogy Kilamuva megpróbálta összebékíteni a bevándorló arameusok pásztornépe (baʾarīr) és a helyi földműves őslakosság (muškab) közti ellentéteket, mivel a muškabok megbékítéséről ír. A muškab csoportot ma a hettiták leszármazottainak tartják, ugyanakkor etimológiailag a muskhi népnév – főleg annak asszír névalakjai – is közel áll hozzá.
Kilamuva egy vazallus városkirályságot örökölt, és egy rendezett, független kishatalmat hagyott utódjára, Karlira.